# Crystal (Wisconsin)
Crystal – miasto w Stanach Zjednoczonych, w stanie Wisconsin, w hrabstwie Washburn.